# Banaba

Banaba (tidigare Ocean Island) är en ö i Mikronesien som tillhör Kiribati i Stilla havet.

## Geografi
Banaba-ön utgör en förvaltningsmässig del av Gilbertöarna och ligger cirka 430 km väster om Gilbertöarna och ca 285 km sydöst om Nauru. Dess geografiska koordinater är 0°51′ S och 169°32′ Ö.
Ön är en korallö och har en areal om ca 6 km². Den högsta höjden är en namnlös plats på cirka 81 m ö.h. som också är den högsta höjden i hela Kiribati.
Befolkningen uppgår till cirka 300 invånare fördelade på 3 byar Antereen (huvudort, tidigare Tabiang), Tabewa (tidigare Tapiwa) och Umwa (tidigare Ooma).
Banaba kan endast nås med fartyg då den saknar flygplats.

## Historia
Ön har troligen bebotts av melanesier sedan cirka 1500 f.Kr. Den upptäcktes 1804 av brittiske Abraham Bristow men förblev tämligen orörd på grund av sitt isolerade läge och ringa storlek.
År 1900 upptäcktes dock att ön besatt stora fosfatlager. Fosfat var en viktig beståndsdel i gödsel som efterfrågades i Australien och Nya Zeeland och hittills hade man bara funnit fosfat i västra Stilla havet på Nauru.
1901 ockuperades ön av Storbritannien som införlivade ön i kolonin Gilbert och Elliceöarna, en del i det Brittiska Västra Stillahavsterritoriet. Banaba blev huvudorten för kolonin fram till andra världskriget.
Kort efter att ön annekterades av Storbritannien började "Pacific Islands Company" med bas i Sydney bryta fosfaten på ön.
Under andra världskriget ockuperades ön den 24 augusti 1943 av Japan och ön återtogs av USA den 1 oktober 1945. Under den japanska ockupationen hade öns hela befolkning antingen deporterats till tvångsarbete eller avrättats.
De överlevande förflyttades till ön Rabi i Fiji då fosfatbrytningen hade förstört större delen av ön. Fosfatbrytningen upphörde först 1979 och några Banabanier har återvänt men de flesta bor kvar på Rabi varifrån ön förvaltas även då den tillhör Kiribati.